# Poseidons tempel i Isthmia
Poseidons tempe i Isthmia var ett tempel i det antika Isthmia utanför Korinth i Grekland, tillägnat guden Poseidon. Det var det kanske mest betydande templet tillägnat Poseidon i Grekland. 
Templet grundades på 600-talet f.Kr, förstördes av eld 470 f.Kr., återuppbyggdes 440 f.Kr., brann återigen 390 f. Kr. för att sedan återuppbyggas ännu en gång. Kring helgedomen hölls från 581 f.Kr. de Isthmiska spelen, en av de fyra Panhellenska spelen under antiken. Tempelområdet var ett viktigt kulturellt centrum även under romarrikets tid fram till 300-talet.  
Pausanias beskrev helgedomen under 200-talet. Han uppger att templet pryddes av ett stort antal skulpturer, bland annat tritoner på dess tak, och innehållande ett stort antal offergåvor. Inuti helgedomen avbildades Poseidon och Amfitrite på en vagn dragen av skulpterade förgyllda hästar (Poseidons djur) med hovar av elfenben med två förgyllda tritoner vid sidan samt Palaimon ridande på en delfin, båda i elfenben och guld. Templet innehöll också statyer föreställande Dioskurerna, Thalassa, Ino, Bellerophontes och Pegasos. 
Helgedomen bör ha stängts under förföljelserna mot hedningarna vid kristendomens införande i romarriket under 300-talet. Det tros ha blivit förstört vid goternas räder i Grekland år 396. 